# Semiothisa clivicola
Semiothisa clivicola är en fjärilsart som beskrevs av Louis Beethoven Prout 1926. Semiothisa clivicola ingår i släktet Semiothisa och familjen mätare. Inga underarter finns listade i Catalogue of Life.